# Euchromia xanthozona
Euchromia xanthozona är en fjärilsart som beskrevs av Johannes Karl Max Röber 1919. Euchromia xanthozona ingår i släktet Euchromia och familjen björnspinnare. Inga underarter finns listade i Catalogue of Life.